# 新加坡国民服役
新加坡国民服役（英語：National Service，略称“NS”）是新加坡公民及部分青年永久居民的一项国民义务。该制度由1967年起实施，强制所有年满18岁及以上的新加坡男性公民（包括居於新加坡外）及“二代男性永久居民”（在学生时代获授绿卡的一代永久居民通常也被当地归类为二代永久居民）为国服役。新加坡女性公民和第二代女性永久居民若要服役，可向國防部申請，參加基礎軍事訓練，成為全职的现役军人（National Service Full-Time, NSF）。身体和精神检查合格者会經歷為期至少九周，多则十数周的基礎軍事訓練成为全职的现役军人，畢業後分配到新加坡共和国武装部队（SAF）、新加坡警察部队（SPF）或新加坡民防部队（SCDF）下属各单位，役期一般为24个月，期間可獲發放津贴。已獲本地公立高等学府如理工学院（Poly) 或政府本科院校如新加坡国立大学（NUS）、南洋理工大学（NTU）取錄的學生可申请延期入伍，或选择半途中断学业，兵役期间保留其学位待退伍后回校继续完成。
役期满后，退伍军人将被编入战备军成为“战备军人”（Operationally-Ready National Serviceman, NSman），战备军人通常每年被征召进行为期最少一周，最长五、六周的复训，并确保每年的体检和体能测验能夠合格，一般军衔者为期约10年，直至年滿40歲正式屆齡退役。军衔较高、具有较高军事指挥权者复训周期则较前者长约10年，多在50歲正式屆齡退役。依新加坡法律，逃避兵役者最高刑罰為監禁3年兼罰款1萬星幣。
另外如果有服役的是大專專業人士，國防部會安排他們大學畢業後參與專業的兵役。例如醫科大學生成為軍醫。

## 豁免
医疗豁免可以通过中央人力局（Central Manpower Base，CMPB）的人体能测验（Individual Physical Proficiency Test，IPPT）授予。该筛查为个人分配实际就业标准（Physical Employment Standard，PES）等级。
所有女性新加坡公民和永久居民均免征国民服役。“专业人员/技术人员和技术工人计划”（PTS计划）或“投资者计划”下的男性永久居民不需要服役。

## 推迟入伍
在满足一些特定标准的前提下，预征入伍者可以推迟服兵役，直到完成理工学院文凭、GCE A Level或同等学历。在其他特殊情况下，国防部会特别批准缓役申请。国防部长黄永宏强调，批准此类缓役的前提是缓役可为新加坡带来利益，而并非为私利。在世界其他地方参加比赛的国家运动员可以申请推迟入伍，运动员回到新加坡后将被征召服（NS）国民兵役。而此项条例可能适用于在外国参加联赛的新加坡足球运动员。